# Paul Griffin (baloncestista)
Paul Arthur Griffin (Shelby, Míchigan; 20 de enero de 1953) es un exjugador de baloncesto estadounidense que disputó siete temporadas en la NBA. Con 2,06 metros de estatura, jugaba en la posición de ala-pívot.

## Trayectoria deportiva

### Universidad
Jugó durante cuatro temporadas con los Broncos de la Universidad de Míchigan Occidental, en las que promedió 10,3 puntos y 9,6 rebotes por partido. es el único jugador de su universidad en conseguir más de 1000 puntos y 1000 rebotes a lo largo de su carrera. En su última temporada fue incluido en el mejor quinteto de la Mid-American Conference.

### Profesional
Fue elegido en la septuagésimo cuarta posición del Draft de la NBA de 1976 por New Orleans Jazz, donde jugó tres temporadas como suplente, siendo la más destacada la 1977-78, en la que promedió 5,3 puntos y 6,2 rebotes por partido.
En 1979 fue enviado a San Antonio Spurs como compensación por el fichaje por parte de los Jazz de Allan Bristow. En el conjunto tejano se unió a jugadores como George Johnson, Dave Corzine, Kevin Restani, Mark Olberding y Reggie Johnson, siendo conocidos en la década de los 80 como los "Bruise Brothers" por su estilo físico de juego. Allí disputó 4 temporadas, siendo la mejor la primera de ellas, en la que promedió 6,3 puntos y 5,3 rebotes por partido.

## Estadísticas de su carrera en la NBA

### Temporada regular
| Temporada | Edad | Equipo            | Liga | P   | TIT | MIN  | TC  | TCA | %TC  | 3P  | 3PA | %3P | TL  | TLA | %TL  | R.OF. | R.DEF. | REB | ASIS | ROB | TAP | PER | FP  | PTS |
| 1976-77   | 23   | New Orleans Jazz  | NBA  | 81  |     | 20.3 | 1.7 | 3.2 | .547 |     |     |     | 1.8 | 2.5 | .721 | 2.1   | 4.0    | 6.1 | 2.1  | 0.6 | 0.5 |     | 3.0 | 5.2 |
| 1977-78   | 24   | New Orleans Jazz  | NBA  | 82  |     | 22.6 | 2.0 | 4.4 | .447 |     |     |     | 1.4 | 1.9 | .713 | 1.9   | 4.3    | 6.2 | 2.1  | 1.1 | 0.5 | 1.8 | 2.8 | 5.3 |
| 1978-79   | 25   | New Orleans Jazz  | NBA  | 77  |     | 18.2 | 1.4 | 2.9 | .475 |     |     |     | 1.2 | 1.9 | .619 | 1.6   | 3.4    | 5.1 | 1.8  | 0.7 | 0.5 | 1.5 | 2.6 | 3.9 |
| 1979-80   | 26   | San Antonio Spurs | NBA  | 82  |     | 22.1 | 2.1 | 3.8 | .553 | 0.0 | 0.0 |     | 2.1 | 2.9 | .725 | 1.9   | 3.5    | 5.3 | 3.0  | 1.0 | 0.6 | 1.6 | 3.7 | 6.3 |
| 1980-81   | 27   | San Antonio Spurs | NBA  | 82  |     | 23.5 | 2.0 | 4.0 | .511 | 0.0 | 0.0 |     | 2.1 | 3.1 | .672 | 2.2   | 3.9    | 6.2 | 3.0  | 0.9 | 0.5 | 1.6 | 2.5 | 6.1 |
| 1981-82   | 28   | San Antonio Spurs | NBA  | 23  | 0   | 20.0 | 1.4 | 2.9 | .485 | 0.0 | 0.0 |     | 1.0 | 1.6 | .649 | 1.3   | 2.9    | 4.1 | 2.3  | 0.9 | 0.3 | 1.7 | 2.9 | 3.8 |
| 1982-83   | 29   | San Antonio Spurs | NBA  | 53  | 0   | 18.0 | 1.1 | 2.2 | .517 | 0.0 | 0.0 |     | 1.0 | 1.4 | .697 | 1.5   | 2.6    | 4.1 | 1.6  | 0.6 | 0.5 | 1.3 | 2.9 | 3.3 |
| Total     |      |                   | NBA  | 480 | 0   | 20.9 | 1.7 | 3.5 | .505 | 0.0 | 0.0 |     | 1.6 | 2.3 | .692 | 1.9   | 3.7    | 5.5 | 2.3  | 0.8 | 0.5 | 1.6 | 2.9 | 5.1 |

### Playoffs
| Temporada | Edad | Equipo            | Liga | P  | MIN | TCA | TC | 3PA | 3P | TLA | TL | R.OF. | REB | ASIS | ROB | TAP | PER | FP | PTS | %TC  | %3P | %FT   | MIN  | PTS | REB | AST |
| 1979-80   | 26   | San Antonio Spurs | NBA  | 3  | 69  | 7   | 14 | 0   | 0  | 6   | 6  | 3     | 15  | 6    | 0   | 1   | 7   | 9  | 20  | .500 |     | 1.000 | 23.0 | 6.7 | 5.0 | 2.0 |
| 1980-81   | 27   | San Antonio Spurs | NBA  | 7  | 183 | 14  | 24 | 0   | 0  | 9   | 20 | 16    | 40  | 29   | 6   | 5   | 9   | 28 | 37  | .583 |     | .450  | 26.1 | 5.3 | 5.7 | 4.1 |
| Total     |      |                   | NBA  | 10 | 252 | 21  | 38 | 0   | 0  | 15  | 26 | 19    | 55  | 35   | 6   | 6   | 16  | 37 | 57  | .553 |     | .577  | 25.2 | 5.7 | 5.5 | 3.5 |